# كين موريسون (رجل أعمال)
كين موريسون (بالإنجليزية: Ken Morrison)‏ هو شخصية أعمال ورائد أعمال بريطاني، ولد في 20 أكتوبر 1931 في برادفورد في المملكة المتحدة، وتوفي في 1 فبراير 2017.